# Rajkumar Hirani
Rajkumar Hirani (Nagpur, 20 november 1962) is een Indiase filmregisseur, filmproducent, scenarioschrijver en filmeditor. Hirani was twee keer in een gastrol te zien in de films Luck by Chance (2009) en Shamitabh (2015).

## Filmografie
| Jaar | Film                                 | Regisseur | Schrijver | Producent | Editor |
| ---- | ------------------------------------ | --------- | --------- | --------- | ------ |
| 1987 | The Eight Column Affair (korte film) | Nee       | Nee       | Nee       | Ja     |
| 1988 | Hero Hiralal                         | Nee       | Nee       | Nee       | Ja     |
| 1991 | Jab Pyar Kiya to Darna Kya           | Nee       | Nee       | Nee       | Ja     |
| 1994 | Jazbaat                              | Nee       | Nee       | Nee       | Ja     |
| 1994 | 1942: A Love Story (trailer)         | Nee       | Nee       | Nee       | Ja     |
| 1998 | Kareeb (trailer)                     | Nee       | Nee       | Nee       | Ja     |
| 2000 | Mission Kashmir                      | Nee       | Nee       | Nee       | Ja     |
| 2001 | Tere Liye                            | Nee       | Nee       | Nee       | Ja     |
| 2003 | Munna Bhai M.B.B.S.                  | Ja        | Nee       | Nee       | Ja     |
| 2004 | Shankar Dada MBB                     | Nee       | Ja        | Nee       | Nee    |
| 2005 | Parineeta                            | Nee       | Nee       | Ja        | Nee    |
| 2006 | Lage Raho Munna Bhai                 | Ja        | Ja        | Nee       | Ja     |
| 2007 | Eklavya                              | Nee       | Nee       | Ja        | Nee    |
| 2007 | Shankardada Zindabad                 | Nee       | Ja        | Nee       | Nee    |
| 2009 | 3 Idiots                             | Ja        | Ja        | Nee       | Ja     |
| 2012 | Ferrari Ki Sawaari                   | Nee       | Nee       | Nee       | Ja     |
| 2012 | Nanban                               | Nee       | Ja        | Nee       | Nee    |
| 2014 | PK                                   | Ja        | Ja        | Ja        | Ja     |
| 2016 | Saala Khadoos                        | Nee       | Nee       | Ja        | Nee    |
| 2018 | Sanju                                | Ja        | Ja        | Ja        | Ja     |

## Prijzen en nominaties
Hij werd reeds meerdere keren genomineerd voor filmprijzen en won er ook al meerdere (70). De prijzen zijn voornamelijk Indiase filmprijzen waaronder Filmfare Awards en International Indian Film Academy Awards.
- Bibliothèque nationale de France: cb16266206n (data)
- Gemeinsame Normdatei: 139311130
- International Standard Name Identifier: 0000 0001 1439 6614
- Library of Congress Control Number: n2006208447
- Nationale Bibliotheek van Israël: 987012295713205171
- Virtual International Authority File: 24040076
- WorldCat: E39PBJrwWyKv7HdhRjkbXgJMT3